# Fernand Jourdant
Fernand Jourdant, född 3 februari 1903 i Flers, död 2 januari 1956 i Toulouse, var en fransk fäktare.
Jourdant blev olympisk guldmedaljör i värja vid sommarspelen 1932 i Los Angeles.